# ブッククロッシング

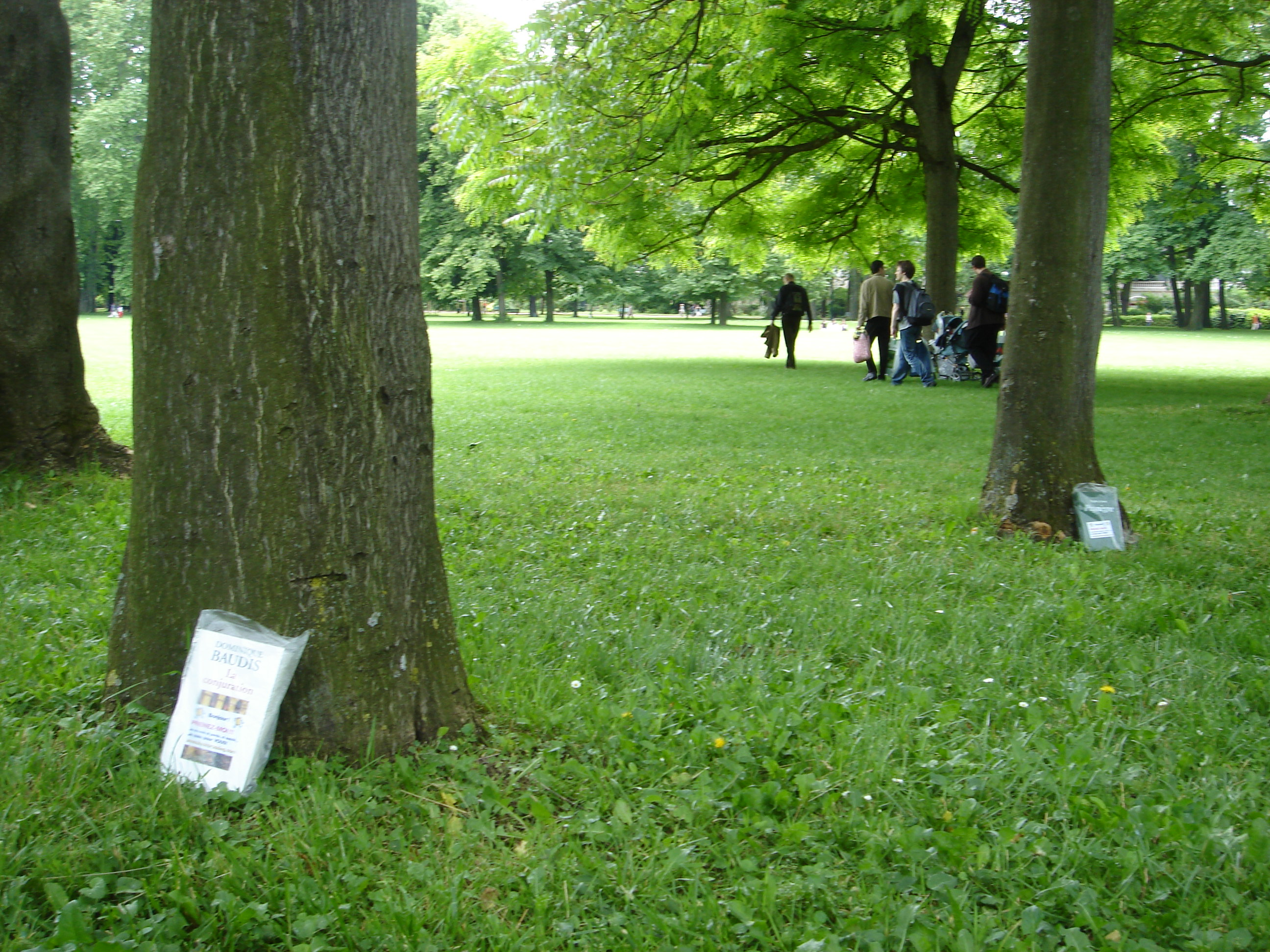
ブッククロッシングの一例、フランスのリヨンにて（2006年）

ブッククロッシング（Book Crossing）は、2001年3月、アメリカのロン・ホーンベイカーとその妻の香織によって始められた、世界中の本を愛する人たちによる「世界中の街中を図書館に」「本に世界を旅させよう」という非営利活動。

## 主な活動内容
ブッククロッシングとは読み終えた本を、BCID(Book Crossing ID)という固有のナンバーを付けて、世界中に旅をさせるというもの。オフィシャルサイトによると、2014年10月現在、およそ131万人のメンバーによって、約1千50万冊の本が登録され、132国を旅している。また、日本での登録者数は2014年10月6日現在、およそ3550人。
ブッククロッシングのウェブサイトは、2005年にウェビー賞を受賞した。

## ブッククロッシングの目的
活動内容から誤解されることがあるが、ブッククロッシングは本を買わないという活動ではない。また、本をあちこちに置いて放置するというものでもなく、本を読むことをもっと気軽に、身近に楽しみ、本に愛情を持ってもらうことを目的としている。

## ブッククロッシングの３Ｒ

### Read（読む）
本を読む。

### Register（登録する）
本の最初の持ち主が、会員登録と本の登録（本の感想などを含む）をしてBCIDを取得、そのBCIDをダウンロードしたラベルに記入して本に貼り付ける。
次に本を手にした人は、会員登録し、本の感想（ジャーナル）などをHPに書き込む。

### Release（旅立たせる）
ブッククロッシングゾーンまたは誰かが拾ってくれる場所に本を置く。もしくは直接友人に本を手渡す。
本のリリース情報（本のリリース場所や時間）をHPのリリースノートに書き込むと他の会員が本の所在地を検索できる。

## 日本での広がり
2003年頃から日本での登録が見られるようになる。東京都目黒区にある書店COW BOOKSが、ブッククロッシングのサポートを開始したことを機に、メディアでもこの活動が取り上げられるようになり少しずつ、参加者が増加した。
2007年9月には、広島県でブッククロッシングジャパン運営チームが発足し、その活動は徐々に広がりをみせている。